# Bitburg
Bitburg (luks. Béibreg) – miasto powiatowe położone w kraju związkowym Nadrenia-Palatynat w Niemczech. Siedziba powiatu Eifel Bitburg-Prüm oraz gminy związkowej Bitburger Land. Do 30 czerwca 2014 siedziba gminy związkowej Bitburg-Land. Miasto zamieszkiwane przez 12 772 mieszkańców (na dzień 31 grudnia 2009).

## Geografia

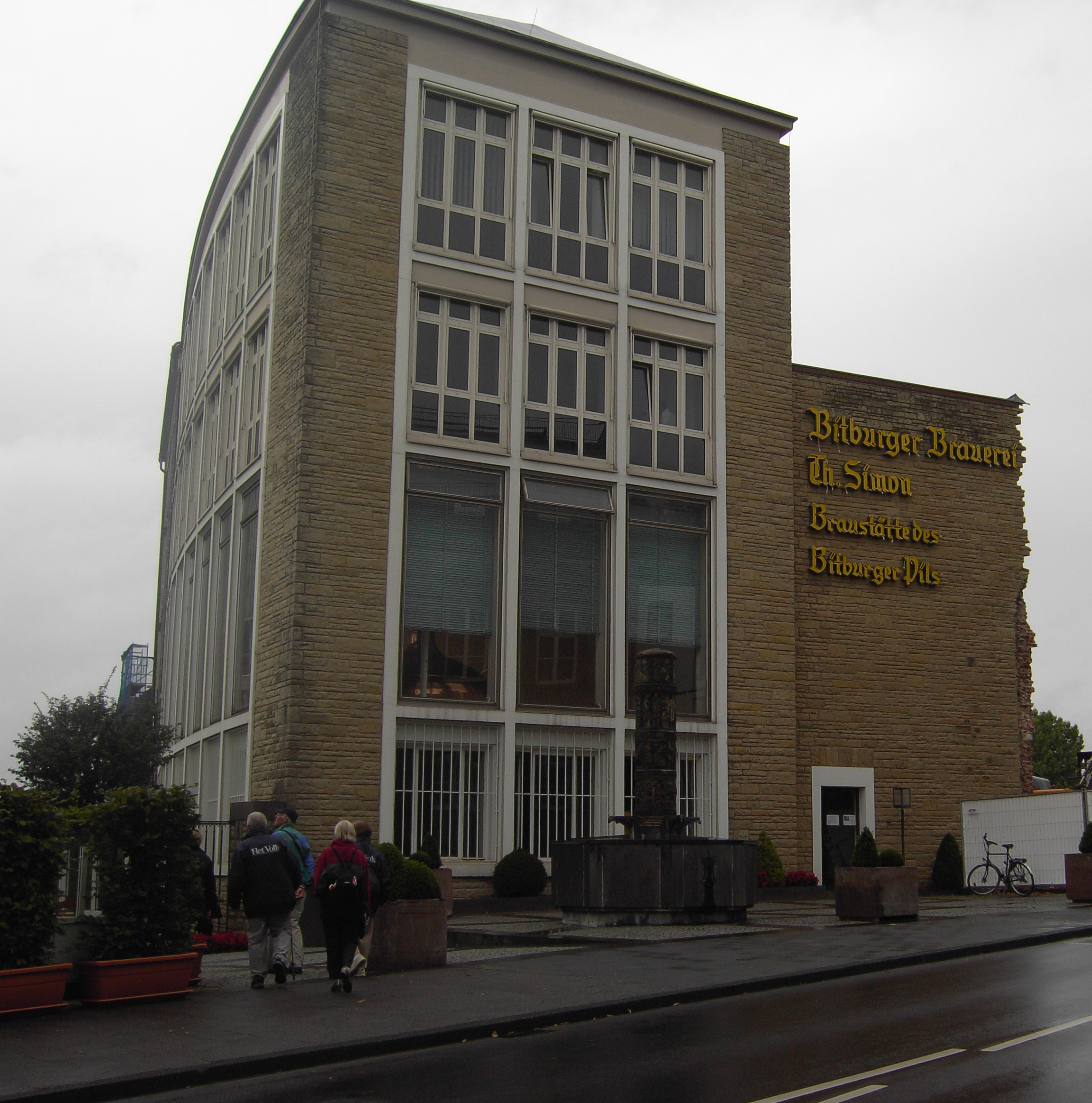
Główny budynek browaru Bitburger

Bitburg leży na pogórzu południowej części gór Eifel w odległości ok. 30 km na północ od Trewiru i kilkanaście km od granicy państwowej z Luksemburgiem.

## Historia
Osada została założona w starożytności, w czasach przynależności regionu do Cesarstwa Rzymskiego. Pod nazwą Beda pojawiła się na rzymskiej mapie Tabula Peutingeriana z IV wieku.
We wczesnym średniowieczu osada wzmiankowana ok. 715, wkrótce znalazła się w granicach państwa Franków, a wskutek jego rozpadu w IX wieku znalazła się w składzie Lotaryngii. Od X wieku wchodziło w skład nowo powstałego Hrabstwa Luksemburga, od 1354 podniesionego do rangi księstwa. W 1795 zajęte przez Francję. Po odtworzeniu państwa luksemburskiego w 1815, miasto nie wróciło w jego granice, lecz zostało zajęte przez Królestwo Prus w tzw. II rozbiorze Luksemburga, od 1871 wchodząc w skład Niemiec. Po porażce Niemiec w II wojnie światowej w latach 1945-1955 w składzie niewielkiej luksemburskiej strefy okupacyjnej Niemiec.

## Podział administracyjny
W skład miasta wchodzą następujące części miejscowości:
- Erdorf
- Irsch
- Masholder
- Matzen
- Mötsch
- Stahl

## Współpraca
Miejscowości partnerskie:
- Arlon, Belgia od 1965
- Bad Köstritz, Turyngia od 1992
- Diekirch, Luksemburg od 1962
- Rethel, Francja od 1965
- Shelbyville, Stany Zjednoczone od 1962

## Osoby urodzone w Bitburgu
- Jean-Marc Barr ur. 1960, francuski aktor, reżyser, producent i scenarzysta
- Charles-Mathias Simons (1802–1874), luksemburski prawnik i polityk
- Johann Peter Wallenborn (1784–1839), właściciel ziemski i przedsiębiorca, założyciel (w 1817) znanego na świecie browaru Bitburger